# Parque nacional Colina Oeste
Colina Oeste es un parque nacional en Queensland (Australia), ubicado en el condado de Murchinson, a 722 km al noroeste de Brisbane.

## Datos
- Área: 10,80 km²
- Coordenadas: 21°49′49″S 149°29′10″E / -21.83028, 149.48611
- Fecha de Creación: 1971
- Administración: Servicio para la Vida Salvaje de Queensland
- Categoría IUCN: II

Véase también:
- Zonas protegidas de Queensland

- Datos: Q629153